# Strzępiel pisarz
Strzępiel pisarz, (Serranus scriba) – gatunek ryby okoniokształtnej z rodziny strzępielowatych (Serranidae).

## Występowanie
Wschodni Atlantyk od Zatoki Biskajskiej do południowej Afryki, także Morze Śródziemne i Czarne. 
Żyje w płytkich wodach przybrzeżnych, najczęściej na głębokości powyżej 30 m, nad dnem skalistym na łąkach glonorostów lub traw morskich. Żyje samotnie na wydzielonym terytorium, które broni przed innymi osobnikami tego samego gatunku.

## Opis
Dorasta maksymalnie do 25 cm długości. Ciało podłużnie owalne. Pokryte drobnymi grzebykowatymi łuskami, także na głowie i żuchwie. Pokrywa skrzelowa z 2 kolcami. Otwór gębowy szeroki z wysuwalnymi szczękami. Uzębienie w postaci małych, spiczastych zębów. Płetwa grzbietowa długa, podparta 10 promieniami twardymi i 14–16 miękkimi. Płetwa odbytowa podparta 2 twardymi i 7–8 miękkimi promieniami. Płetwa ogonowa zaokrąglona.
Ubarwienie: grzbiet i boki czerwonawo- lub żółtawobrązowe, pokryte 4–7 ciemnymi, niekiedy rozdzielającymi się poprzecznymi pasami. Dorosłe osobniki z dużą niebieską lub fioletową plamą na boku, schodzącą na brzuch. Głowa pokryta niebieskim lub czerwonym deseniem wijących się plam, przypominających pismo arabskie, wygląd deseniu stał się podstawą nazwy gatunkowej scriba – pisarz.

## Odżywianie
Odżywia się małymi rybami ławicowymi, czasami także skorupiakami i mięczakami.

## Rozród
Tarło odbywa się od maja do sierpnia. Jest obojnakiem wytwarzającym w tym samym czasie żywotne jaja i plemniki i może dochodzić do samozapłodnienia. Jaja są przyklejane do kamieni blisko brzegu.